# ヒートバースト
ヒートバースト（Heat Burst）は、雷雲が崩壊しつつある際に発生する珍しい大気現象である。

## 概要
この現象は夜間に起こりやすく、気温が急激に上昇し、強風が発生する。ヒートバーストは、雷雲の下降気流が中層に存在する乾燥した暖かい空気層を通過する際に起こる。雲の中の水分が蒸発し、空気が冷やされて重くなり、急速に地表に落下する。この落下する過程で圧縮により気温が上昇し、乾燥した暖かい空気が地表に達し、温度が急激に上昇するのである。
ヒートバーストは、特に晩春から夏にかけて観測されることが多く、米国南西部から中西部にかけてよく観測されるが、カナダ、オーストラリア、アルゼンチン、フランス、スペインなどでも報告されている。
この現象は、気温が急激に上昇するだけでなく、強風や湿度の急激な低下をもたらすことがあり、建物の破損や樹木の倒壊などの被害を引き起こすこともある。例えば、2011年6月9日には、気温が85°F（約29.4°C）から20分で102°F（約38.9°C）まで上昇した事例が報告されている。
ヒートバーストの原因は、雷雲が崩壊する際に上昇気流の消失とともに下降気流が支配的になることである。この下降気流が乾燥した暖かい中層大気と組み合わさり、蒸発冷却により加速して地表に達する。気温の急上昇は、水蒸気が完全に蒸発した後、大気圧による圧縮加熱が始まると発生する。雷雲の基部が高く、中層の空気が乾燥しているほど、ヒートバーストの影響は顕著になる可能性がある。